# Щекино (Великоустюгский район)
Щекино — деревня в Великоустюгском районе Вологодской области.
Входит в состав Трегубовского сельского поселения, с точки зрения административно-территориального деления — в Трегубовский сельсовет.
Расстояние по автодороге до районного центра Великого Устюга — 23 км, до центра муниципального образования Морозовицы — 13 км. Ближайшие населённые пункты — Калинино, Кременье, Старково, Оленниково, Ширяево.
По переписи 2002 года население — 128 человек (59 мужчин, 69 женщин). Преобладающая национальность — русские (98 %).
Здание бывшей приходской школы в Щекино — памятник архитектуры.